# ТЕС Аль-Завра
25°26′42″ пн. ш. 55°28′41″ зх. д. / 25.44500° пн. ш. 55.47806° зх. д.
ТЕС Аль-Завра – теплова електростанція на північному сході Об'єднаних Арабських Еміратів, у еміраті Аджман.
Первісно на майданчику станції хотіли розмістити шість газових турбін типу General Electric Frame 9, проте у підсумку чотири з них використали для ТЕС Мірфа у еміраті Абу-Дабі. Дві інші у 2008-му все-таки ввели в експлуатацію у Аль-Заврі. Вони встановлені на роботу у відкритому циклі та мають потужністю по 100 МВт.
Як паливо використовують природний газ, який постачається із сусіднього емірату Шарджа. Можливо відзначити, що майданчик ТЕС Аль-Завра розташований поруч з індустріальною зоною Хамрія, до якої в 2006 році проклали газопровід від ГПЗ Саджаа (споруджений з розрахунку на поставки іранського ресурсу, проте через зрив проекту в самій Шарджі виникла нестача палива та наразі розглядається проект імпорту ЗПГ). 